# Paul Ligeti

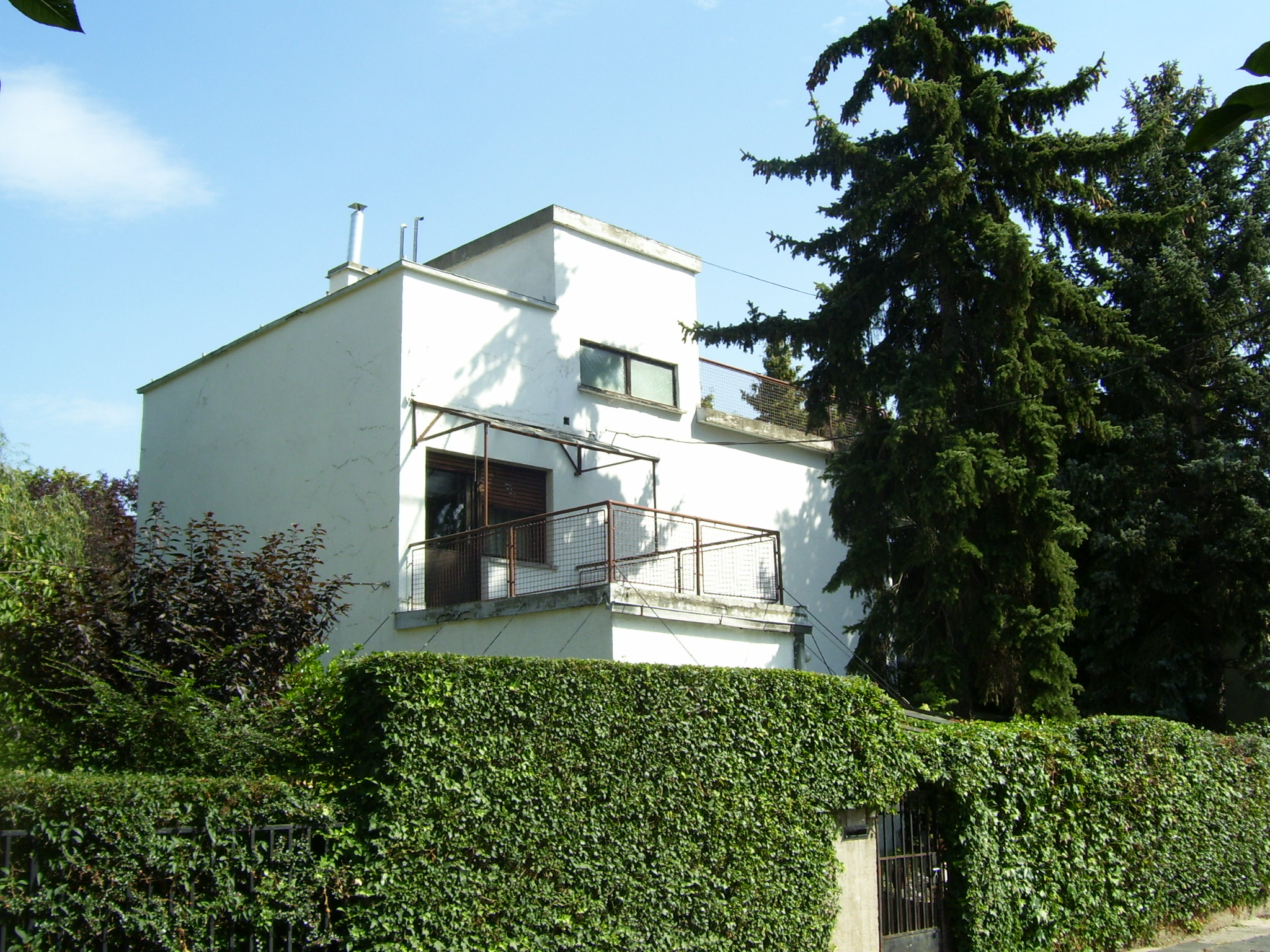
Haus in der Napraforgó utca 15 in Budapest, nach Plänen von Paul Ligeti, 1931

Paul Ligeti (ungarisch Pál Ligeti) (* 29. Mai 1885 in Budapest; † 23. Juni 1941 ebenda) war ein ungarischer Architekt und Schriftsteller. 

## Leben
Ligeti studierte an der Palatin-Joseph-Universität in Budapest Architektur. 1903 wurden grafische Arbeiten Ligetis im ungarischen nationalen Kunstsalon ausgestellt. Seit 1911 plante und verwirklichte Ligeti Häuser, zunächst vor allem Mietshäuser, später auch Villen und z. B. ein Hausboot. In den 1920er Jahren betrieb er sein eigenes Architekturbüro mit mehreren Angestellten.
Ab 1929 baute Ligeti mit seinem Schüler Farkas Molnár, der selbst einige Jahre am Bauhaus in Weimar gelehrt hatte, in Budapest Häuser im Stil der Internationalen Moderne. 1931 gründeten sie ein gemeinsames Architektenbüro. Mit der Deley Villa in der Mihály ut 11 entwarfen sie das erste Gebäude im Stil der neuen Moderne in Ungarn. Zusammen mit anderen gründeten und organisierten sie außerdem die ungarische Sektion des Congrès International d’Architecture Moderne.
1923 veröffentlichte Ligeti in Ungarn ein Buch mit dem Titel Uj Pantheon felé (dt. Zu einem neuen Pantheon). In einer übersetzten und erweiterten Version erschien das Buch 1931 in Deutschland unter dem Titel Der Weg aus dem Chaos. Eine Deutung des Weltgeschehens aus dem Rhythmus der Kunstentwicklung im Callwey Verlag in München. Dessen Leiter Karl Baur war von Ligetis Theorie fasziniert.
Ligeti beschreibt in seinem Buch, das in der Zeit seines Erscheinens rege rezipiert wurde, die Menschheits- und Kulturgeschichte als in großen Wellenbewegungen verlaufend. Er stützte sich dabei auf die Geschichtsinterpretationen von Karl Marx und Oswald Spengler, lehnte aber den Kulturpessimismus des letzteren ab. Vielmehr sah er nach dem Niedergang der Kunst eine Zeit der globalen Stilsynthese nahen.

## Schriften
- Új Pantheon felé, Budapest 1926 (dt. Zu einem neuen Pantheon).
- Durch die Kunstgeschichte zur Neuen Architektur, Budapest 1930.
- Der Weg aus dem Chaos. Eine Deutung des Weltgeschehens aus dem Rhythmus der Kunstentwicklung, München 1931.
- A művészet történelmen keresztül az új építészethez, Budapest 1934 (dt. Durch die Kunstgeschichte zur Neuen Architektur).

## Nachweise
1. ↑  Lajos Naményi, in: Hazai Krónika, 3. Jg., Nr. 5, S. 338–352
2. ↑  Vgl. Architekturtheorie im 20. Jahrhundert. Eine kritische Anthologie, hg. v. Ákos Moravánszky, Wien 2003, S. 25.
3. ↑  Vgl. Rajesh Heynickx: Obscure(d) Modernism: The Aesthetics of the Architect Pal Ligeti, in: Modernist Cultures, 3(2), S. 139–153, hier S. 6.
4. ↑  Vgl. Karl Baur: Zeitgeist und Geschichte. Versuch einer Deutung, München 1978, S. 9–12.

| Personendaten    | Personendaten                            |
| ---------------- | ---------------------------------------- |
| NAME             | Ligeti, Paul                             |
| ALTERNATIVNAMEN  | Ligeti, Pál (ungarisch)                  |
| KURZBESCHREIBUNG | ungarischer Architekt und Schriftsteller |
| GEBURTSDATUM     | 29. Mai 1885                             |
| GEBURTSORT       | Budapest                                 |
| STERBEDATUM      | 23. Juni 1941                            |
| STERBEORT        | Budapest                                 |